# 威尔克斯纪念奖
威尔克斯纪念奖 （英語：Wilks Memorial Award）是由美国统计协会颁发的统计学奖项。

## 历史
创建于1964年，以美国数学家塞缪尔·S·威尔克斯名字命名，以此奖励对统计学有杰出贡献的学者。奖项包括一枚奖牌，一次引用和1500美金现金（2008年）。

## 获奖者名单
- 1964 弗兰克·格鲁布斯
- 1965 约翰·图基
- 1966 莱斯利·西蒙
- 1967 威廉·柯克兰
- 1968 耶日·内曼
- 1969 W. J. Youden
- 1970 乔治·西尼多克
- 1971 哈罗德·道奇
- 1972 George E.P. Box
- 1973 赫尔曼·奥托·哈特利
- 1974 库斯伯特·丹尼尔
- 1975 赫伯特·所罗门
- 1976 所罗门·库拉布
- 1977 Churchill Eisenhart
- 1978 威廉·克鲁斯卡尔
- 1979 Alexander M. Mood
- 1980 艾伦·瓦利斯
- 1981 Holbrook Working
- 1982 弗兰克·普罗舍
- 1983 爱德华兹·戴明
- 1984 Z. W. Birnbaum
- 1985 利奥·古德曼
- 1986 Frederick Mosteller
- 1987 赫尔曼·切尔诺夫
- 1988 西奥多·威尔伯·安德森
- 1989 C. R. Rao
- 1990 布拉德利·弗龙
- 1991 英格拉姆·奥尔金
- 1992 Wilfrid Dixon
- 1993 诺曼·约翰逊
- 1994 伊曼纽尔·帕尔岑
- 1995 唐纳德·鲁宾
- 1996 埃里希·L·莱曼
- 1997 莱斯利·基什
- 1998 戴维·O·西格蒙
- 1999 林恩·比尔德
- 2000 史蒂芬·芬伯格
- 2001 George C. Tiao
- 2002 劳伦斯·布朗
- 2003 大卫·华莱士
- 2004 Paul Meier
- 2005 小罗德里克·约瑟夫
- 2006 马文·泽伦（生物统计学家）
- 2007 Colin L. Mallows
- 2008 斯科特·泽格
- 2009 魏立人
- 2010 普拉纳布·森
- 2011 Nan Laird
- 2012 彼得·加文·霍尔
- 2013 Kanti Mardia
- 2014 马丹·普里
- 2015 詹姆斯·O·白尔杰